# 叫ぶ骨 -札幌・大沼・羊蹄山殺人行-
『叫ぶ骨 -札幌・大沼・羊蹄山殺人行-』（さけぶほね　さっぽろ・おおぬま・ようていざん さつじんぎょう）は、1997年8月18日、TBS系列の月曜ドラマスペシャル枠（21時 - 22時54分）にて放映されたテレビドラマ。北海道放送（HBC）が製作する『北海道旅情サスペンス』シリーズ第2弾。

## あらすじ
北海道・札幌でオートバイショップを営む今野岩男が家族で美瑛へとオートキャンプに出掛けた。その行楽の途中、エゾヘビイチゴを見つけると、その下の土に白骨化した人の手が浮き出ているのを発見してしまった。岩男は道南の植物であるエゾヘビイチゴが北側の美瑛に存在していたことに違和感を覚える。被害者は長野市の養蜂業者・蒔田と判明。死亡時期は7年前の1990年7月であるとされた。死の真相を確かめたい蒔田の妹・なおみと、岩男と陽子の3人は失踪当時の蒔田の足取りをたどり始める。

　なおみの記憶を手掛かりに、蒔田が7年前最後にハチミツを発送した地である大沼公園から、積丹半島～余市と新たな情報を探す中、羊蹄山のふもと・喜茂別にある「北村牧場」に蒔田がミツバチの箱を設置するため毎年訪れていた事実を掴み、その北村牧場のオーナー・北村が10年前（1987年7月18日）に不審な転落事故で死亡していたことを知る。その転落死を他殺と立証できずに定年退職した元刑事・藤川と岩男達は、10年前の北村の死と、7年前の蒔田の死は関連があるのではないかと気付き始める。カギとなるのは北村・蒔田のどちらとも面識がある北村の妻と考えられ、北村の死後に保険金を入手し行方知れずとなっていた妻・寿子（としこ）が、函館→洞爺湖温泉→大沼と転々と居所を移しては各地で男とトラブルを起こし、現在はすすきので会員制高級クラブママとして勤務していることを藤川が調べ上げた。その高級クラブママの写った写真を見た陽子は「どこかで見覚えがある」と言う・・・馴染みのはるこママの後輩ホステス「みゆきママ」が姿をくらましていた寿子の現在の姿だった。寿子は街中で「鈴の音」がすると異様な関心を示す特徴があり、白骨が発見された場所から同時に出てきた遺留品である鈴に対しては特に極端な反応を示した。その鈴は、寿子が5歳の時に事故死した父の形見の鈴であり、寿子が美瑛で蒔田を埋めている最中に落としてしまった物的証拠でもあった。美瑛の地でエゾヘビイチゴが部分的に群生したのは、蒔田が道南の大沼で殺害された時の服にエゾヘビイチゴの種子が付いた状態で殺害され、400km以上北に離れた美瑛に運ばれ埋められたことを示すものであり、「ここに居る」という蒔田の叫びだったのだ。

オープニング・エンディング映像をはじめ、本編の随所に制作局であるHBC特選の北海道の雄大な自然や生物の映像が織り込まれている。

## キャスト
- 今野岩男：世良公則 - 札幌市百合ヶ原でバイクショップ「今野モーター」経営。娘・なつみと2人暮らし。
- 小峰陽子：斉藤慶子 - 岩男の義妹・なつみの義理の叔母。富士通アプリケーションプラザ札幌に勤務し、PC普及に努めている。
- 今野なつみ：茅野佐智恵 - 大学1年生。喘息のため10年前家族で東京から札幌に移住。喘息治癒後に両親が離婚し父・岩男に引き取られた。
- 藤川：長門裕之 - 元倶知安署の刑事。退職後札幌の探偵社に所属し探偵業をしている。
- 工藤寿子：神保美喜 - すすきのの会員制高級CLUB「寿々」でみゆきママとして勤務している。CLUBオーナー・平岡の愛人でもある。
- はるこ：絵沢萠子 - すすきので小さなBAR「ド・ランド」を営むママ。岩男と陽子の行きつけの店。店内では携帯電話禁止である。
- 蒔田治夫：深貝大輔 - 長野市の養蜂業者。毎年初夏にハチミツの採取箱を東北から北海道・道南にかけて契約農家に設置し回収していたが、7年前その道中で失踪。
- 蒔田なおみ：白木美貴子 - 陽子とは短大からの友人。失踪から7年後に白骨となって発見された兄の死の真実を知るため藤川に調査を依頼をする。
- 辻本達夫：田中隆三 - 北海道警察本部・刑事部捜査一課の警部補。
- なつみの恋人：志村東吾 - 愛車のホンダ・GB250クラブマン(4型)でなつみを今野モーターまで迎えに来る。岩男はまだ抵抗がある。
- 斎藤孝之
- 平岡辰郎：北川陽一郎 - 北方製麺・平岡製麺の社長、札幌経済同友会の副会長。平岡製麺だけで年商40億円と言われる札幌経済界の大物。高級クラブ「寿々」のオーナーでもある。
- 丸谷小一郎
- 三上勝由
- 木村いさお
- 金田一仁志
- 木村光雄
- デビル佐々木
- 鈴木久美子
- 斎藤雅彰
- 渡辺信一
- 杉本千陽
- 星沢真希
- 五十嵐淳元
- 和島日本
- 山本敬巌
- 寺田祐二
- 櫻井羨明
- 水上弘祥
- 寿子(5歳時)：五十嵐沙菜穂（子役）

- 劇団・道

## スタッフ
- 脚本：金子成人
- 演出：松田耕二、金沢健次
- 演出補：堀川一郎、藤堂卓也
- プロデューサー：松田耕二、河村靖
- 音楽：長谷部徹
- 衣装：東宝コスチューム
- 製作：北海道放送、TBS

- 三新
- HBCメディアクリエート
- HBC映画社
- 北海道美術センター
- 京阪商会

## 協力
- ホテル札幌ガーデンパレス
- 富士通
- 喜茂別町
- 新潟放送（映像資料提供）